# Arthur Loveridge
Arthur Loveridge (* 28. Mai 1891 in Penarth, Wales; † 16. Februar 1980 auf St. Helena) war ein britischer Biologe und Herpetologe. Er beschrieb die Tierwelt in Ostafrika und veröffentlichte eine Vielzahl an Neubeschreibungen, unter anderem von Reptilien.

## Leben
Bereits seit seiner Kindheit interessierte er sich für Naturgeschichte. Nach der Schule machte er zunächst für zwei Jahre eine Lehre als Kaufmann im familiären Umfeld. Danach besuchte er ein einjährigen Kurs bei William Newton Parker (1857–1923) am University College of South Wales. Auf diesen folgte eine sechsmonatige Anstellung als Assistent am Manchester Museum. Hier katalogisierte er, füllte Exponate um oder identifizierte diese neu. 1911 folgte eine Assistentenstelle am National Museum of Wales. Hier organisierte er temporäre Ausstellungen und erstellte eine 23000 Index bestehen aus Karten, mit entsprechenden Sammlerstücken. 1914 wurde Loveridge Kurator am neu gegründeten British East Africa Museum in Nairobi, Kenia (heute: Teil der National Museums of Kenya). Trotz seines jungen Alters erwähnte er in seiner Bewerbung stolz, dass er über 300 Behälter mit naturhistorischen und anthropologischen Exponaten besitze, sowie über 250 Einmachgläser mit Formalin bzw. Alkohol, in denen er Reptilien aufbewahre. Außerdem erklärte er, dass er Präparationstechniken beherrsche und beschrieb sein komplexes System in einem 80-seitigen Katalog.
Während des Ersten Weltkriegs diente Loveridge für drei Jahre bei den East Africa Rifles in Tanganjika. Nach Abschluss seines Dienstes wurde er in Lumbo in Mosambik stationiert. Nach dem Krieg arbeitete er für einige Jahre als assistierender Jagdaufseher in Tanganjika. Bei dieser Aufgabe sammelte er viele naturhistorische Präparate. Zwischen 1920 und 1925 erschienen zahlreiche wissenschaftliche Artikel von ihm in den Proceedings of the Zoological Society of London über Reptilien und Amphibien.
1924 ging er in die USA und wurde unter der Leitung von Thomas Barbour Mitarbeiter an der herpetologischen Sektion der Harvard University. 1927 wurde er Kurator an der Museum of Comparative Zoology (MCZ). In fünf Expeditionen nach Ostafrika sammelte er für das MCZ vorzugsweise in immergrünen Wäldern, wie z. B. in den Jahren 1926 bis 1927 in den Bergen von Uluguru und Usambara, in den Jahren 1929 bis 1930 in den südwestlichen Hochebenen von Tanganjika, in den Jahren 1933 bis 1934 in Kenia und dem östlichen Uganda, in den Jahren 1938 bis 1939 in Kenia, Tansania und Uganda, sowie in den Jahren 1948 und 1949 in Malawi und der Provinz Tete. Berichte zu diesen Expeditionen erschienen Bulletin of the Museum of Comparative Zoology at Harvard College. Er erstbeschrieb 70 Arten von Reptilien.
Zwischen 1936 und 1958 hat er taxonomische Bearbeitung vieler afrikanischer Gattungen und Familien vorgenommen. So begann er mit der Gattung Cnemaspis bis hin zu verschiedenen Nattergattungen. Da viele seiner Studien in die Zeit des Zweiten Weltkriegs fielen, hatte er unglücklicherweise nicht Zugriff auf Exemplare aus einigen europäischen und afrikanischen Museen. Eine weitere wichtige Publikation kurz vor seiner Pensionierung war im Jahr 1957 Checklist of the reptiles and amphibians of East Africa. In der Zeit von 1913 bis 1962 erschienen um die 180 herpetologische Arbeiten von Loveridge.
Im Juni 1957 verließ er das MCS und verbrachte seinen Ruhestand auf St. Helena. Trotzdem kommunizierte er weiter mit zahlreichen Wissenschaftlern. Mit einigen populärwissenschaftlichen Publikationen wie Many Happy Days I've Squandered oder I Drank the Zambezi inspirierte er viele seiner Studenten. 1929 heiratete er Mary Victoria Sloane in Mombasa, die im Juni 1972 verstarb. Aus der Ehe ging ein Sohn namens Brian hervor. Am 16. Februar 1980 verstarb er im Krankenhaus auf St. Helena.

## Dedikationsnamen
Nach ihm benannt wurden die folgenden Reptilien-Arten:
- Afroedura loveridgei Broadley, 1963[5]
- Anolis loveridgei Schmidt,1936[6]
- Atractus loveridgei Amaral, 1930[7]
- Elapsoidea loveridgei Parker, 1949[8]
- Emoia loveridgei Brown, 1953[9]
- Melanoseps loveridgei Brygoo & Roux-Estève, 1982[10]
- Typhlops loveridgei Constable, 1949[11]

Ernst Hartert hat ihm 1922 den wissenschaftlichen Namen des Orangebauch-Nektarvogel (Cinnyris loveridgei) gewidmet, dem Mann der das Typusexemplar gesammelt hatte. Im englischen existiert deshalb auch der Trivialname Loveridge's Sunbird. So schrieb Hartert:

„In the Tring Museum, 24. v. 1921, collected by Arthur Loveridge, after whom the species is named.“

## Schriften
- Notes on the Three British Ophidia. In: Reports and Transactions. Band 46, 1913, S. 52–64 (englisch, journals.library.wales).
- Notes on East African Mammals, Collected 1920–1923. In: Proceedings of the General Meetings for Scientific Business of the Zoological Society of London. 1923, S. 685–739, doi:10.1111/j.1096-3642.1923.tb02204.x (englisch).
- A List of the Lizards of British Territories in East Africa (Uganda, Kenya Colony, Tanganyika Territory, and Zanzibar), with Keys for the diagnosis of the Species. In: Proceedings of the General Meetings for Scientific Business of the Zoological Society of London. 1923, S. 841–863, doi:10.1111/j.1096-3642.1923.tb02210.x (englisch).
- Notes on East African Snakes, Collected 1918–1923. In: Proceedings of the General Meetings for Scientific Business of the Zoological Society of London. 1923, S. 871–897, doi:10.1111/j.1096-3642.1923.tb02212.x (englisch).
- Notes on East African Birds (chiefly nesting habits and endo‐parasites) collected 1920–1923. In: Proceedings of the General Meetings for Scientific Business of the Zoological Society of London. 1923, S. 899–921, doi:10.1111/j.1096-3642.1923.tb02213.x (englisch).
- Notes on East African Tortoises collected 1921–1923, with the description of a new species of Soft Land Tortoise. In: Proceedings of the General Meetings for Scientific Business of the Zoological Society of London. 1923, S. 923–933, doi:10.1111/j.1096-3642.1923.tb02214.x (englisch).
- Notes on East African Lizards collected 1920–1923, with tho Description of two new Races oP Ayuina lionotus Blgr. In: Proceedings of the General Meetings for Scientific Business of the Zoological Society of London. 1923, S. 935–969, doi:10.1111/j.1096-3642.1923.tb02215.x (englisch).
- Notes on East African Mammals, Collected 1915–1922. In: Proceedings of the General Meetings for Scientific Business of the Zoological Society of London. 1923, S. 1013–1041, doi:10.1111/j.1096-3642.1923.tb02217.x (englisch).
- The Snakes of Tanganyika Territory. In: Quarterly Journal of the Tanganyika European Civil Servants Association. 1923, S. 10–28 (englisch).
- The Lizards of Tanganyika Territory. In: Quarterly Journal of the Tanganyika European Civil Servants Association. 1924, S. 10–28 (englisch).
- On Natrix olivacea (Peters), from Pemba Island, and other Notes on Reptiles and a Murænid Fish. In: Proceedings of the General Meetings for Scientific Business of the Zoological Society of London. 1925, S. 71–74, doi:10.1111/j.1096-3642.1925.tb03343.x (englisch).
- Notes on East African Scorpions and SoliEugæ, collected 1916–1923. In: Proceedings of the General Meetings for Scientific Business of the Zoological Society of London. 1925, S. 303–309, doi:10.1111/j.1096-3642.1925.tb03352.x (englisch).
- mit Glover Morrill Allen: Mammals from the Uluguru and Usambara Mountains, Tanganyika Territory. In: Proceedings of the Boston Society of Natural History. Band 38, 1927, S. 413–441 (englisch).
- mit Thomas Barbour: A Comparative Study of the Herpetological Faunae of the Ukuguru and Usambara Mountains, Tanganyika Territory, With Descriptions of New Species. In: Memoirs of the Museum of Comparative Zoölogy, at Harvard College, Cambridge, Mass. Band 50, Nr. 2, 1928, S. 87–265 (englisch, biodiversitylibrary.org).
- East African Reptiles and Amphibians in the United States National Museum. In: Bulletin – United States National Museum. Band 151, 1929, S. 1–135 (englisch, biodiversitylibrary.org).
- Field Notes on Vertebrates Collected by the Smithsonian-Chrysler East African Expedition of 1926. In: Proceedings of the United States National Museum. Band 73, Nr. 2738, 1928, S. 1–69 (englisch, biodiversitylibrary.org).
- A Scientist's Trip to Eastern Africa. In: Harvard Alumni Bulletin. Band 33, 1930 (englisch).
- A List of the Amphibia of the British Territories in East Africa (Uganda, Kenya Colony, Tanganyika Territory, and Zanzibar), together with Keys for the Diagnosis of the Species. In: Proceedings of the General Meetings for Scientific Business of the Zoological Society of London. 1930, S. 7–32, doi:10.1111/j.1096-3642.1930.tb00962.x (englisch).
- Preliminary Description of a new Tree Viper of the Genus Atheris from Tanganyika Territory. In: Proceedings of the New England Zoölogical Club. Band 11, 1930, S. 107–108 (englisch).
- Reports on the scientific results of an expedition to the southwestern highlands of Tanganyika territory. Introduction and zoögeography. In: Bulletin of the Museum of Comparative Zoology at Harvard College. Band 75, Nr. 1, 1933, S. 1–43 (englisch, biodiversitylibrary.org).
- mit Glover Morrill Allen: Reports on the scientific results of an expedition to the southwestern highlands of Tanganyika Territory. ii. Mammals. In: Bulletin of the Museum of Comparative Zoology at Harvard College. Band 75, Nr. 2, 1933, S. 47–140 (englisch, biodiversitylibrary.org).
- mit Outram Bangs: Reports on the scientific results of an expedition to the southwestern highlands of Tanganyika Territory. iii. Birds. In: Bulletin of the Museum of Comparative Zoology at Harvard College. Band 75, Nr. 3, 1933, S. 141–221 (englisch, biodiversitylibrary.org).
- Rambles in Search of Frogs in Equatoria. In: Harvard Alumni Bulletin. Band 37, 1935, S. 450–457 (englisch).
- Rambles in Search of Frogs in Equatoria. In: Harvard Alumni Bulletin. Band 37, 1935, S. 494–500 (englisch).
- Rambles in Search of Frogs in Equatoria. In: Harvard Alumni Bulletin. Band 37, 1935, S. 526–533 (englisch).
- Rambles in Search of Frogs in Equatoria. In: Harvard Alumni Bulletin. Band 37, 1935, S. 564–571 (englisch).
- Revision of the African geckos of the genus Cnemaspis, with the description of a new race. In: Proceedings of the General Meetings for Scientific Business of the Zoological Society of London. 1936, S. 817–8222, doi:10.1111/j.1469-7998.1935.tb06266.x (englisch).
- mit Wilfred Hudson Osgood: African reptiles and amphibians in the Field Museum of Natural History. In: Field Museum of Natural History (= Zoological Series). Band 22, Nr. 360, 1936, S. 1–112 (englisch, biodiversitylibrary.org).
- A Serpent-Seeking Safari in Equatoria. In: The Scientific Monthly. Band 50, Nr. 6, 1940, S. 498–512, JSTOR:16973 (englisch).
- Revision of the African snakes of the genera Mehelya & Gonionotophis. In: Bulletin of the Museum of Comparative Zoology at Harvard College. Band 86, 1939, S. 131–162 (englisch, biodiversitylibrary.org).
- Revision of the African snakes of the genera Dromophis and Psammophis. In: Bulletin of the Museum of Comparative Zoology at Harvard College. Band 87, 1940, S. 1–70 (englisch, biodiversitylibrary.org).
- A Serpent-Seeking Safari in Equatoria: Part II. Congo and Tanganika Territory. In: The Scientific Monthly. Band 51, Nr. 1, 1940, S. 22–35, JSTOR:17167 (englisch).
- Revision of the African lizards of the family Amphisbaenidae. In: Bulletin of the Museum of Comparative Zoology at Harvard College. Band 87, 1941, S. 357–451 (englisch, biodiversitylibrary.org).
- Revision of the African terrapin of the family Pelomedusidae. In: Bulletin of the Museum of Comparative Zoology at Harvard College. Band 88, 1941, S. 467–524 (englisch, biodiversitylibrary.org).
- Revision of the Afro-Oriental geckos of the Genus Phelsuma. In: Bulletin of the Museum of Comparative Zoology at Harvard College. Band 89, 1942, S. 439–482 (englisch, biodiversitylibrary.org).
- Revision of the African lizards of the family Gerrhosauridae. In: Bulletin of the Museum of Comparative Zoology at Harvard College. Band 89, 1942, S. 485–543 (englisch, biodiversitylibrary.org).
- Revision of the African lizards of the family Cordylidae. In: Bulletin of the Museum of Comparative Zoology at Harvard College. Band 95, 1944, S. 1–118 (englisch, biodiversitylibrary.org).
- Further revisions of African snake genera. In: Bulletin of the Museum of Comparative Zoology at Harvard College. Band 95, 1944, S. 121–247 (englisch, biodiversitylibrary.org).
- Reptiles of the Pacific world. 1. Auflage. The Macmillan company, New York 1945.
- Reptiles of the Pacific world. 2. Auflage. The Macmillan company, New York 1946.
- Revision of the African lizards of the family Gekkonidae. In: Bulletin of the Museum of Comparative Zoology at Harvard College. Band 98, 1947, S. 1–469 (englisch, biodiversitylibrary.org).
- Many Happy Days I've Squandered. Robert Hale Limited, London 1949.
- Tomorrow's a Holiday. Robert Hale Limited, London 1951.
- I Drank the Zambezi. Lutterworth Press, London 1954.
- Forest safari. Lutterworth Press, London 1956.
- mit Ernest Edward Williams: Revision of the African Tortoises and Turtles of the Suborder Cryptodira. In: Bulletin of the Museum of Comparative Zoology at Harvard College. Band 115, 1957, S. 163–557 (englisch, biodiversitylibrary.org).
- Checklist of the reptiles and amphibians of East Africa. In: Bulletin of the Museum of Comparative Zoology at Harvard College. Band 117, 1957, S. 151–362 (englisch, biodiversitylibrary.org).
- Revision of five African snake genera. In: Bulletin of the Museum of Comparative Zoology at Harvard College. Band 119, 1958, S. 1–198 (englisch, biodiversitylibrary.org).